# Ipomoea fanshawei
Ipomoea fanshawei är en vindeväxtart som beskrevs av Bernard Verdcourt. Ipomoea fanshawei ingår i släktet praktvindor, och familjen vindeväxter. Inga underarter finns listade i Catalogue of Life.